# Reginald Innes Pocock
Reginald Innes Pocock, född 4 mars 1863 i Clifton (Bristol), död 9 augusti 1947 i London, var en brittisk zoolog.
Pocock studerade zoologi för Conwy Lloyd Morgan (1852–1936) och William Johnson Sollas (1849–1936) vid University of Bristol. 1885 blev han assistent vid Natural History Museum i London. Han var ansvarig för samlingarna av fågelspindlar (Theraphosidae) och mångfotingar (Myriapoda). Från 1904 till hans pensionering 1923 var han ledare för Londons zoo. Sedan arbetade Pocock som fri medarbetare vid avdelningen för däggdjur i British Museum.
Den 4 maj 1911 blev Pocock ledamot ("Fellow") av Royal Society.

## Verk (urval)
- Catalogue of the genus Felis. London 1951 p. m.
- Mammalia. Taylor & Francis, London 1939–41.
- Arachnida. Taylor & Francis, London 1900.
- The highest Andes. Methuen, London 1899.
- Natural history. Appleton, New York 1897.
- Through unknown African countries. Arnold, London 1897.
- Chilopoda, Symphala and Diplopoda from the Malay Archipelago. 1894.
- Report upon the julidae, chordeumidae and polyzonidae. Genua 1893.
- Description of a New Species of polydesmus from Liguria. Genua 1891.
- Report on the oniscomorpha. Genua 1891.
- Report upon the chilopoda. Genua 1891.
- Contributions to our knowledge of the chilopoda of Liguria. Genua 1890.
- Three New Species of zephronia from the oriental region. Genua 1890.